# Прокопенко, Валерий Александрович
Прокопенко Валерий Александрович (31 июля 1941 — 2 июня 2010) — заслуженный тренер России и СССР по академической гребле.

## Биография
Прокопенко Валерий Александрович родился в Великую Отечественную войну 31 июля 1941 года в деревне Жилые Болота Лядского района Ленинградской области (ныне — дер. Большие Болота Псковской области Плюсского района). По окончании войны, жил в г. Ленинграде, занимался греблей, выполнил норматив на кандидата в мастера спорта. С отличием окончил институт физкультуры имени П. Ф. Лесгафта (ныне — Национальный государственный университет физической культуры, спорта и здоровья имени П. Ф. Лесгафта в г. Санкт-Петербург). После института, в 1967 году переехал в г. Псков, работал на гребной базе (ныне — СДЮШОР «Ника»), где был назначен старшим тренером-преподавателем по академической гребле в Псковской школе высшего спортивного мастерства. В 1978—1988 годах — старший тренер сборной команды СССР по академической гребле. Умер Валерий Александрович Прокопенко на даче под г. Псковом 2 июня 2010 года. Похоронен на кладбище «Орлецы−3».

## Достижения воспитанников
В 1978 году воспитанницы Прокопенко В. А. — женская команда в четвёрке распашной — впервые на Псковщине стали чемпионами СССР, а на следующий год выиграли чемпионат мира в Югославии. В состав команды Прокопенко В. А. в разное время входили: Светлана Семёнова, Валентина Семёнова, Мария Фадеева, Галина Степанова, Марина Студнева и Татьяна Швецова во главе с неизменной рулевой Ниной Черемисиной. В 1980 г. его команда четвёрки распашной на Олимпийских играх в Москве стала бронзовым призёром, а Нина Черемисина выиграла ещё и серебро в составе восьмёрки. В 1981 г. команда В. А. Прокопенко — чемпион мира в Мюнхене, а в 1982 г. — чемпион мира в Люцерне. Всего в копилке четверки было 8 золотых комплектов Чемпионатов СССР, 3 — Чемпионатов Мира, 2 — мировых Чемпионатов среди мастеров-ветеранов, золото ««Дружба-84» (альтернативных Олимпиаде в Лос-Анджелесе спортивных игр стран социалистического лагеря). В 90-е Валерий Прокопенко подготовил ещё одного неоднократного участника Олимпийский игр — псковича Сергея Матвеева; в 1996 году на Олимпийских играх в Атланте (США) он стал бронзовым призёром. За 43 года тренерской работы Валерием Александровичем Прокопенко было подготовлено более 100 спортсменов первого спортивного разряда и кандидатов в мастера спорта, 20 мастеров спорта СССР, из них 12 стали заслуженными мастерами спорта СССР и России.

## Конструкторская деятельность
Ещё в 1978 году, после неудачи на чемпионате мира в Новой Зеландии из-за поломки, Прокопенко В. А. задумал усовершенствовать стандартную лодку. Местом исполнения идеи был выбран рижский завод «Дзинтарс», где под его руководством и проекту была создана новая уникальная лодка для асинхронной академической гребли, по семнадцати пунктам отличающаяся от стандартной, в ней, например, рулевой помещался посредине, а не в хвосте, как обычно. Впоследствии эта лодка принесла псковской женской четверке распашной немало побед.

## Награды
За высокие достижения в спорте своих воспитанников, Прокопенко В. А. в 1979 г. было присвоено звание заслуженного тренера России и в этом же году заслуженного тренера СССР. В 1982 г. Валерий Александрович был признан лучшим тренером профсоюзов среди всех видов спорта. Награждён почетным знаком «За заслуги в развитии физической культуры и спорта», медалями: Центрального комитета ВЛКСМ «Наставник молодежи» (1979), «За трудовую доблесть» (1980), «За трудовое отличие» (1982) и «Ветеран труда» (1987), орденом «Знак Почёта» (1984), является почетным гражданином города Пскова (1998).